# Festival international de mode et de photographie
Pour les articles homonymes, voir Toulon (homonymie).
Le Festival international de mode, de photographie et d'accessoires - Hyères, fondé en 1985 sous l'égide de Jean-Pierre Blanc, directeur de la villa Noailles et appelé jusqu’en 1997 le Salon européen des jeunes stylistes, est un festival de mode international se déroulant chaque année à Hyères (Var, France) durant trois jours.

## Histoire

### Genèse et premières éditions (1985/86/87)

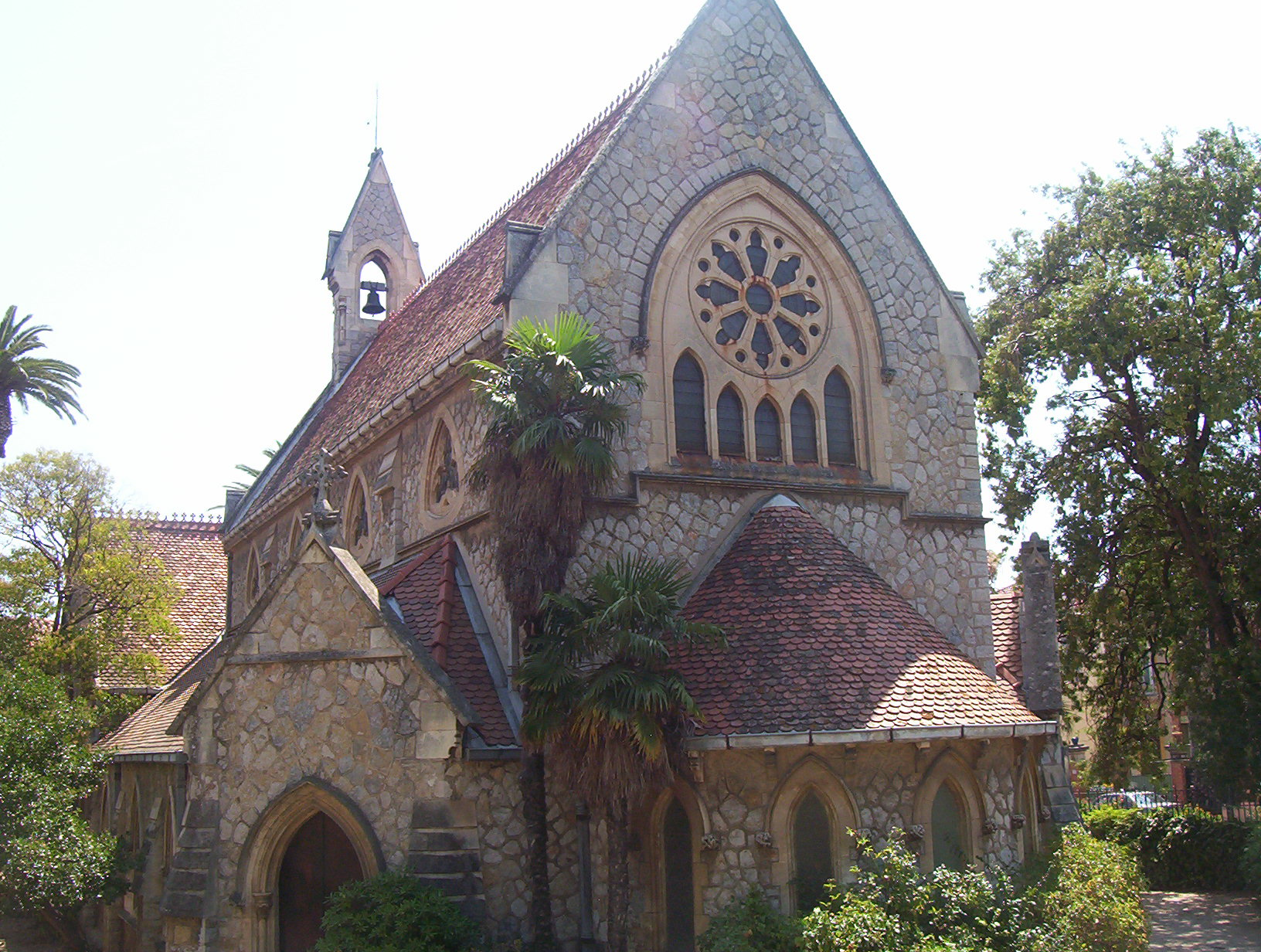
L'église anglicane non consacrée d'Hyères, lieu des premières éditions du festival.

D'abord baptisé « Salon européen des jeunes stylistes », c'est en 1985 que Jean-Pierre Blanc, alors âgé de 21 ans et qui a vécu et passé toute son enfance dans le département du Var, fonde cette manifestation,. C’est hors du cadre de la villa Noailles que se déroulent les trois premières éditions de ce festival, 1986, 1987 et 1988. En effet, les premiers lieux utilisés n'étaient pas en accord parfait avec le sujet, mais apportèrent leur charme tout original, comme l'église anglicane non consacrée de Hyères, puis l'année suivante un établissement industriel désaffecté du centre ville d'Hyères, anciennement concession automobile, puis en 1987 sous chapiteau sur la place de marbre ou Clemenceau de l'époque. Au départ, l'objectif est de faire émerger de jeunes stylistes grâce à l'organisation du concours. De petite envergure, ce dernier prend de l'ampleur dès lors que le monde de la mode, du luxe et de la finance s'y intéresse. Dès ses débuts, la manifestation reçoit le soutien attentif du maire d'Hyères Léopold Ritondale. Au cours des dix premières années, le festival présente des défilés moins sélectifs, souvent le travail de 25 candidats, parfois plus. Cependant, le choix des candidats commence depuis cinq ans à s'internationaliser, attirant de jeunes stylistes portugais, néerlandais, autrichiens et belges.

### La villa Noailles et l'ouverture à la photographie

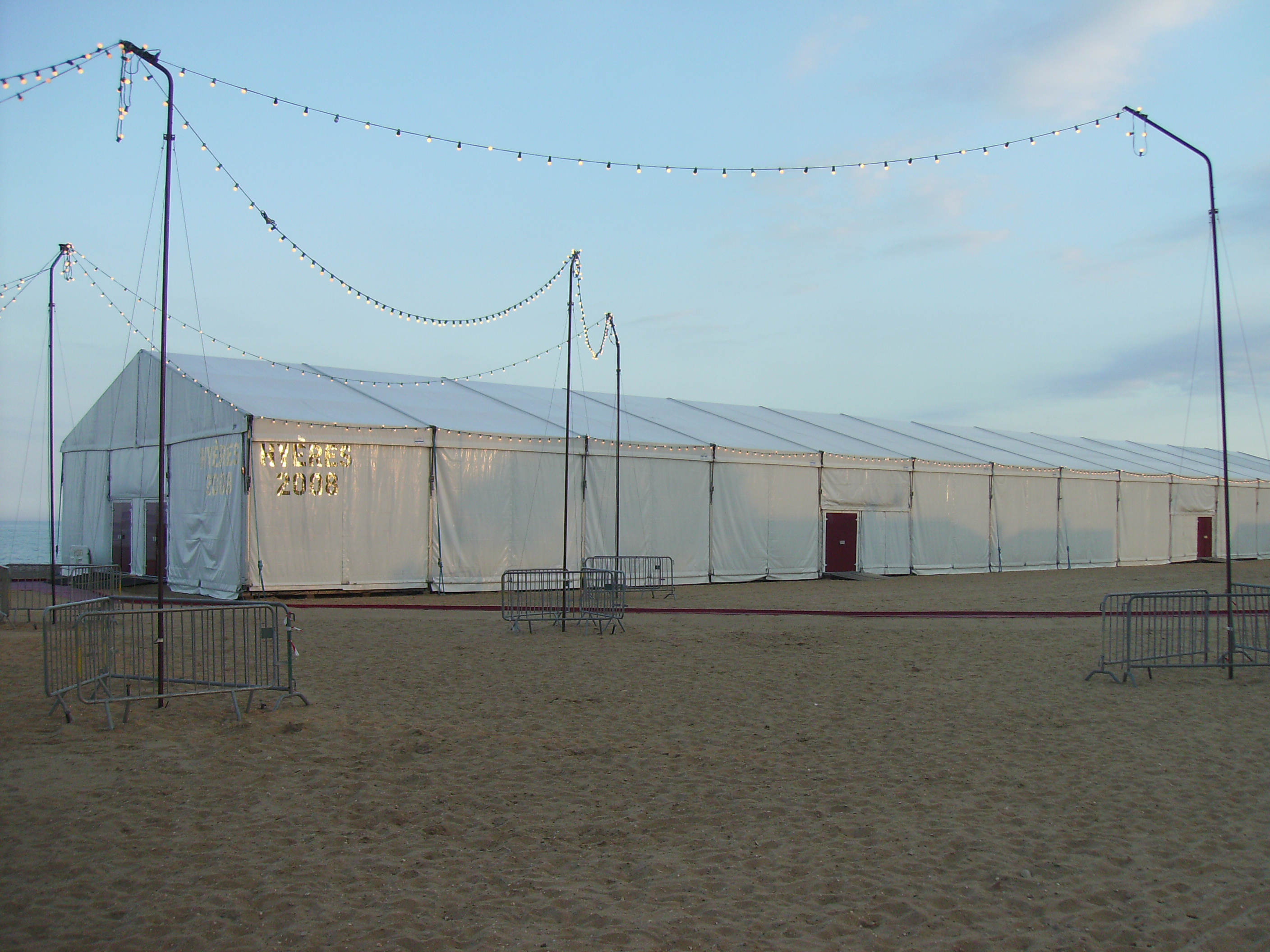
Tente établie lors de l'édition 2008 sur les plages de l'Ayguade.

Onze ans après la première édition, en 1996, le concours et ses concurrents s'installent au sein de la villa Noailles construite par l'architecte français Robert Mallet-Stevens entre 1924 et 1933,. Le lieu sert aux expositions photographiques et les petites chambres monacales qu'occupaient les artistes invités de la famille de Noailles deviennent les lieux d'exposition du travail des stylistes. En effet, en 1997, le festival se dote parallèlement au concours de mode d'un second concours destiné à de jeunes photographes. De nouveaux sponsors liés à l'image font leur apparition : Le Book, Picto, Self Service, et surtout le laboratoire Janvier auquel on doit les tirages. Le premier grand prix est décerné à la jeune française Camille Vivier pour ses images d'esprit fantastique.
Pour son édition 2006, les défilés s'organisent face à la mer sur la plage de l'Ayguade, où l’architecte français Patrick Bouchain adapte le chapiteau qu’il a dessiné pour le cirque du Centaure en espace de défilé. En 2010, c'est une première pour le festival de la Mode : les trois défilés se déroulent totalement en extérieur dans le centre-ville d'Hyères. Pour cette édition, deux « vedettes » dans leur domaine respectif président les concours à la fois de mode et de photographie, d’un côté Dries Van Noten, le créateur belge qui a fait partie des Six d'Anvers et de l'autre le photographe italien Oliviero Toscani, notamment connu pour la campagne de Benetton qui a fait scandale[Laquelle ?].
En 2011, l'ensemble des défilés a lieu pour la première fois depuis sa création dans un site naturel protégé, les Salins-d'Hyères et c'est la créatrice française de 26 ans, Léa Peckre, qui remporte le Grand Prix du Jury.
Pour sa trentième édition, la maison Chanel est l'invitée d'honneur du festival avec comme directeur artistique de l’événement Karl Lagerfeld et ses deux principaux collaborateurs présidents des deux jurys Virginie Viard, et Eric Pfrunder,. Les créatrices Anna Bornhold et Annelie Schubert ont respectivement remporté le prix Chloé et le prix Première Vision lors de cette 30e édition. L'édition 2016 est particulièrement marquée par l'inauguration du festival par la ministre française de la culture, Audrey Azoulay, et la présence de quatre stylistes japonais parmi les dix finalistes.

### La Villa Noailles en difficulté financière
En 2003, un centre d’art est implanté à la villa Noailles, et placé sous la direction de Jean-Pierre Blanc. Puis plusieurs personnes ayant contribué au succès du festival sont écartés par Jean-Pierre Blanc, dont notamment Michel Mallard,  le directeur artistique ainsi que Diane Pernet qui documentait le making-of du festival. Des choix de programmation de Jean-Pierre Blanc sont également contestés. Enfin, des bailleurs de fonds alertent également sur les difficultés financières de la villa Noailles. Une enquête de l'IGAC est déclenchée fin 2024 par le ministère français de la CultureTexte en exposant

## L'organisation du Festival

### Prix décernés
- Prix du Concours Mode
  - Grand prix du Jury Mode décerné depuis 1985
  - Prix le19M des métiers d'art
  - Prix l'Atelier des matières
  - Prix Supima
  - Prix du Public de la Ville d'Hyères
- Prix du concours Photographie
  - Grand Prix du Jury Photographie décerné depuis 1997
  - Prix de la Photographie American Vintage
  - Prix du Public de la Ville d'Hyères
- Prix du Concours Accessoires
  - Grand Prix du Jury Accessoires
  - Prix Hermès des Accessoires de Mode

## Liste des présidents du jury

### Jury Mode
| Année | Identité                   | Nationalité | Langue d'expression | Dates       | Âge |
| ----- | -------------------------- | ----------- | ------------------- | ----------- | --- |
| 1986  |                            |             |                     |             |     |
| 1987  |                            |             |                     |             |     |
| 1988  | Roberto FABRIS             |             |                     |             |     |
| 1989  |                            |             |                     |             |     |
| 1990  |                            |             |                     |             |     |
| 1991  | John Galliano              | Royaume-Uni | Anglais             | 1960 -      | 30  |
| 1992  |                            |             |                     |             |     |
| 1993  | Paco Rabanne               | Espagne     | Français            | 1934 -      | 58  |
| 1994  |                            |             |                     |             |     |
| 1995  |                            |             |                     |             |     |
| 1996  |                            |             |                     |             |     |
| 1997  |                            |             |                     |             |     |
| 1998  |                            |             |                     |             |     |
| 1999  |                            |             |                     |             |     |
| 2000  |                            |             |                     |             |     |
| 2001  |                            |             |                     |             |     |
| 2002  |                            |             |                     |             |     |
| 2003  |                            |             |                     |             |     |
| 2004  |                            |             |                     |             |     |
| 2005  | Azzedine Alaïa             | Tunisie     | Tunisien, Français  | 1940 - 2017 | 65  |
| 2006  | Ann Demeulemeester         | Belgique    | Français            | 1959 -      | 47  |
| 2007  | Christian Lacroix          | France      | Français            | 1951 -      | 56  |
| 2008  | Riccardo Tisci             | Italie      | Italien, Anglais    | 1975 -      | 33  |
| 2009  | Kris Van Assche            | Belgique    | Français            | 1976 -      | 33  |
| 2010  | Dries Van Noten            | Belgique    | Français            | 1958 -      | 52  |
| 2011  | Raf Simons                 | Belgique    | Français            | 1968 -      | 43  |
| 2012  | Yohji Yamamoto             | Japon       | Japonais, Anglais   | 1943 -      | 68  |
| 2013  | Felipe Oliveira Baptista   | Portugal    | Portugais, Anglais  | 1975 -      | 38  |
| 2014  | Carol Lim et Humberto Leon | États-Unis  | Anglais             | 1975 -      | 38  |
| 2015  | Virginie Viard             | France      | Français            | 19?? -      | ?   |
| 2016  | Julien Dossena             | France      | Français            | 1983 -      | ?   |
| 2017  | Bertrand Guyon             | France      | Français            | -           | ?   |
| 2018  | Haider Ackermann           | France      | Français            | -           | ?   |
| 2019  | Natacha Ramsay-Levi        | France      | Française           | -           | ?   |
| 2020  | Jonathan Anderson          | Royaume-Uni | Britannique         | -           | ?   |

### Jury Photographie
| Année | Identité           | Nationalité | Langue d'expression | Dates  | Âge |
| ----- | ------------------ | ----------- | ------------------- | ------ | --- |
| 1997  |                    |             |                     |        |     |
| 1998  |                    |             |                     |        |     |
| 1999  |                    |             |                     |        |     |
| 2000  |                    |             |                     |        |     |
| 2001  |                    |             |                     |        |     |
| 2002  |                    |             |                     |        |     |
| 2003  |                    |             |                     |        |     |
| 2004  |                    |             |                     |        |     |
| 2005  |                    |             |                     |        |     |
| 2006  |                    |             |                     |        |     |
| 2007  |                    |             |                     |        |     |
| 2008  |                    |             |                     |        |     |
| 2009  |                    |             |                     |        |     |
| 2010  | Oliviero Toscani   | Italie      | Italien             | 1942   | 67  |
| 2011  |                    |             |                     |        |     |
| 2012  | Anne-Céline Jaeger | Angleterre  | Anglais             |        |     |
| 2013  | Charles Fréger     | France      | Français            | 1975 - | 38  |
| 2014  | Steve Hiett        | Angleterre  | Anglais             | 1940 - | 74  |
| 2015  | Eric Pfrunder      | France      | Français            | -      |     |
| 2016  | William Klein      | France      | Français            | -      | 88  |
| 2017  | Tim Walker         | Royaume-Uni | Britannique         | -      | ?   |
| 2018  | Bettina Rheims     | France      | Français            | -      | ?   |
| 2019  | Craig McDean       | Royaume-Uni | Anglais             | -      | ?   |
| 2020  | Paolo Roversi      | Italie      | Italien             | -      | ?   |

## Palmarès

### Grand prix du Jury Mode
| Année | Identité                                                                           | Nationalité             |
| ----- | ---------------------------------------------------------------------------------- | ----------------------- |
| 1985  |                                                                                    |                         |
| 1986  |                                                                                    |                         |
| 1987  | Olivier Drevon et Maria Elena Iglesias                                             | france                  |
| 1988  |                                                                                    |                         |
| 1989  |                                                                                    |                         |
| 1990  |                                                                                    |                         |
| 1991  |                                                                                    |                         |
| 1992  | Billie Mertens                                                                     | Belgique                |
| 1993  | Viktor & Rolf                                                                      | Pays-Bas                |
| 1994  | Union pour le Vêtement ( Yvrenogeau/ Rondenet & Vervaeren )                        | Belgique                |
| 1995  | Marielle Vos                                                                       | Pays-Bas                |
| 1996  |                                                                                    |                         |
| 1997  | Gaspard Yurkievich                                                                 | France                  |
| 1998  | Sébastien Meunier                                                                  | France                  |
| 1999  | Alexandre Matthieu/Stéphanie Coudert                                               | France                  |
| 2000  | Anke Loh                                                                           | Allemagne               |
| 2001  | Christian Wijnants                                                                 | Belgique                |
| 2002  | Felipe Oliveira Baptista                                                           | Portugal                |
| 2003  |                                                                                    |                         |
| 2004  | Sarah Swash et Toshio Yamanaka Ex æquo Richard René lauréat des 4 prix du Festival | Angleterre Japon France |
| 2005  | Clara Kraetsh et Doreen Schulz                                                     | Allemagne               |
| 2006  | Anthony Vaccarello                                                                 | Italie Belgique         |
| 2007  | Sandra Backlund                                                                    | Suède                   |
| 2008  | Matthew Cunnington                                                                 | Angleterre              |
| 2009  | Marite Mastina/Rolands Peterkops                                                   | Lettonie                |
| 2010  | Alexandra Verschueren                                                              | Belgique                |
| 2011  | Léa Peckre                                                                         | France                  |
| 2012  | Siiri Raasakka/Tiia Siren/Elina Laitinen                                           | Finlande                |
| 2013  | Satu Maaranen                                                                      | Finlande                |
| 2014  | Kenta Matsushige                                                                   | Japon                   |
| 2015  | Annelie Schubert                                                                   | Allemagne France        |
| 2016  | Wataru Tominaga                                                                    | Japon                   |
| 2017  | Vanessa Schindler                                                                  | Suisse                  |
| 2018  | Botter                                                                             | Belgique                |
| 2019  | Christoph Rumpf                                                                    | Autriche                |
| 2020  | Tom Van Der Borght                                                                 | Belgique                |
| 2021  | Ifeanyi Okwuadi                                                                    | Royaume-Uni             |
| 2022  | Jenny Hytönen                                                                      | Finlande                |

### Grand prix du Jury Photographie
| Année | Identité                    | Nationalité        |
| ----- | --------------------------- | ------------------ |
| 1997  | Camille Vivier              | France             |
| 1998  | Olivier Amsellem            | France             |
| 1999  | Sølve Sundsbø               | Norvège            |
| 2000  | Daniel Stier                | Allemagne          |
| 2001  | Vava Ribeiro                | Brésil             |
| 2002  |                             |                    |
| 2003  |                             |                    |
| 2004  | Luciana Val et Franco Musso | Argentine          |
| 2005  | Nico Krebs et Taiyo Onorato | Suisse             |
| 2006  | Jaap Scheeren               | Pays-Bas           |
| 2007  | Popel Coumou                | Pays-Bas           |
| 2008  | Audrey Corregan             | France             |
| 2009  | Linus Bill                  | Suisse             |
| 2010  | Yann Gross                  | Suisse             |
| 2011  | Anouk Kruithof              | Allemagne          |
| 2012  | Jessica Eaton               | Canada             |
| 2013  | Petros Efstathiadis         | Grèce              |
| 2014  | Lorenzo Vitturi             | Italie Angleterre  |
| 2015  | Sjoerd Knibbeler            | Pays-Bas           |
| 2016  | Vendula Knopovà             | République tchèque |
| 2017  | Daragh Soden                | Irlande            |
| 2018  | Eva O’Leary                 | Irlande États-Unis |
| 2019  | Alice Mann                  | Afrique du Sud     |
| 2020  | Guanyu Xu                   | Chine              |

## Autour du Festival

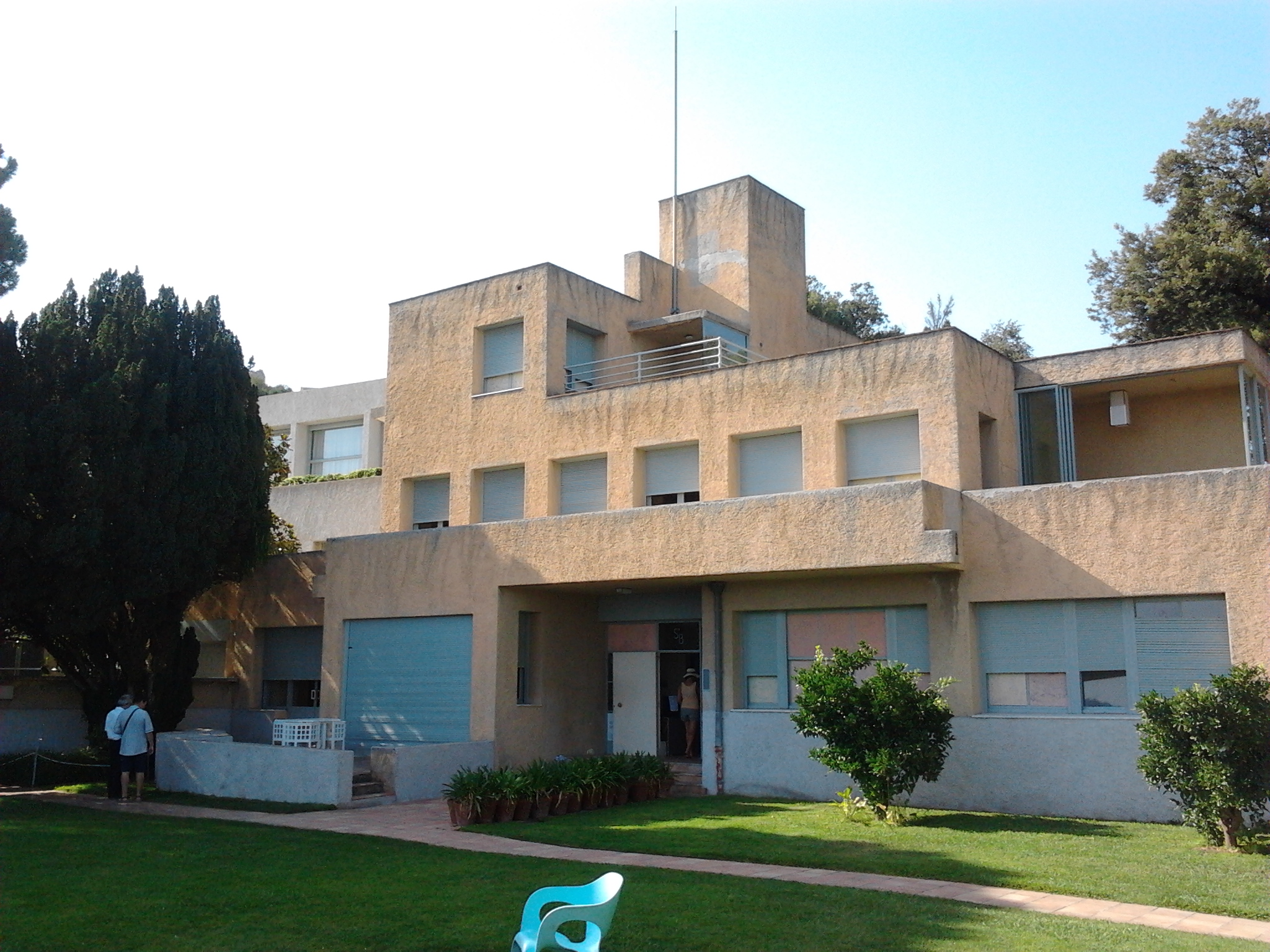
La villa Noailles, lieu de réception autour du festival.

### Rencontres internationales du textile et de la mode
Organisées depuis 2002 par la Fédération française de la couture, du prêt-à-porter des couturiers et des créateurs de mode par l'intermédiaire de l'industriel et homme d'affaires Didier Grumbach, les rencontres internationales du textile et de la mode visent à introduire la mode dans la réalité du marché.

### Expositions Mode
Installée sur la dalle transparente qui recouvre le vaste espace de la piscine de la villa Noailles, une exposition retrace traditionnellement l'aventure mode du président du jury. Pour la première fois de son histoire, le festival expose les créations de ses lauréats 2016 au Palais-Royal à Paris, dans les murs du ministère de la culture.

### Les sponsors et les médias
Le défilé du festival est retransmis en direct pour la première fois à Hyères mais aussi à Paris ce samedi, au Palais de Tokyo à Paris en 2012. Deux ans plus tard, l'événement est retransmis pour la première fois au Palais des beaux-arts de Bruxelles en Belgique.